# Vulturești (Vaslui)
Vultureşti é uma comuna romena localizada no distrito de Vaslui, na região de Moldávia. A comuna possui uma área de 39.31 km² e sua população era de 2426 habitantes segundo o censo de 2007.